# JoAnn H. Morgan
Pour les articles homonymes, voir Morgan.
JoAnn Hardin Morgan, née le 4 décembre 1940, est une ingénieure aérospatiale américaine qui est une pionnière du programme de vol spatial américain en tant que première ingénieure du Centre spatial John F. Kennedy de la NASA  et en tant que première femme à occuper un poste de cadre supérieur au Centre spatial Kennedy. Pour son travail à la NASA, Morgan a été honorée par le président américain Bill Clinton en tant qu'Exécutif Méritoire en 1995 et en 1998. Avant de prendre sa retraite en 2003, elle occupe divers postes de direction pendant 40 ans dans les programmes de vol spatial habité de la NASA. Morgan a été directrice des relations extérieures et du développement des entreprises au cours de ses dernières années au centre spatial.

## Jeunesse et éducation
JoAnn Hardin est l'aînée des quatre enfants de Don et Laverne Hardin. Elle est née à Huntsville en Alabama, le 4 décembre 1940, près du lieu où son père avait été posté en tant que pilote de l'armée américaine à Redstone Arsenal pendant la Seconde Guerre mondiale. Alors qu'elle était au lycée, sa famille déménage à Titusville, en Floride, où son père travaille à Cape Canaveral en tant qu'administrateur de matériel militaire dans le programme de roquettes de l'armée américaine. Elle y rencontre son futur mari, Larry Morgan. Immédiatement après avoir obtenu son diplôme d'études secondaires en juin 1958, elle rejoint l'Agence des missiles balistiques de l'armée de terre à Cape Canaveral en tant qu'assistante en génie civil. À l'automne de 1958, Hardin s'inscrit à l'Université de Floride à Gainesville où elle étudie les mathématiques. Durant ses vacances d'été, elle continue de travailler à Cap Canaveral avec des mentors tels que l'ingénieur germano-américain Wernher von Braun. En tant qu'assistante en ingénierie, Hardin acquit une expérience pratique dans la conception de systèmes informatiques de lancement de fusée pour les programmes initiaux de vol de la NASA. Après avoir obtenu un baccalauréat ès arts en mathématiques de l’Université d'État de Jacksonville en Alabama en 1963, elle travaille pour la NASA au Centre spatial Kennedy en tant qu'ingénieur en aérospatiale.

## Centre spatial Kennedy
En 1963, Morgan commence à travailler à temps plein au Centre spatial Kennedy. Elle est la seule femme ingénieure et elle se souvient qu'elle «y resterait la seule femme pour longtemps». Morgan était la seule femme présente dans la salle de tir lors du lancement d'Apollo 11 le 16 juillet 1969,.
Morgan note avec humour que «pendant les 15 premières années, j'ai travaillé dans un bâtiment où il n'y avait pas de toilettes pour dames» et que «c'était un grand jour dans mon livre quand il y en a eu».

### Carrière

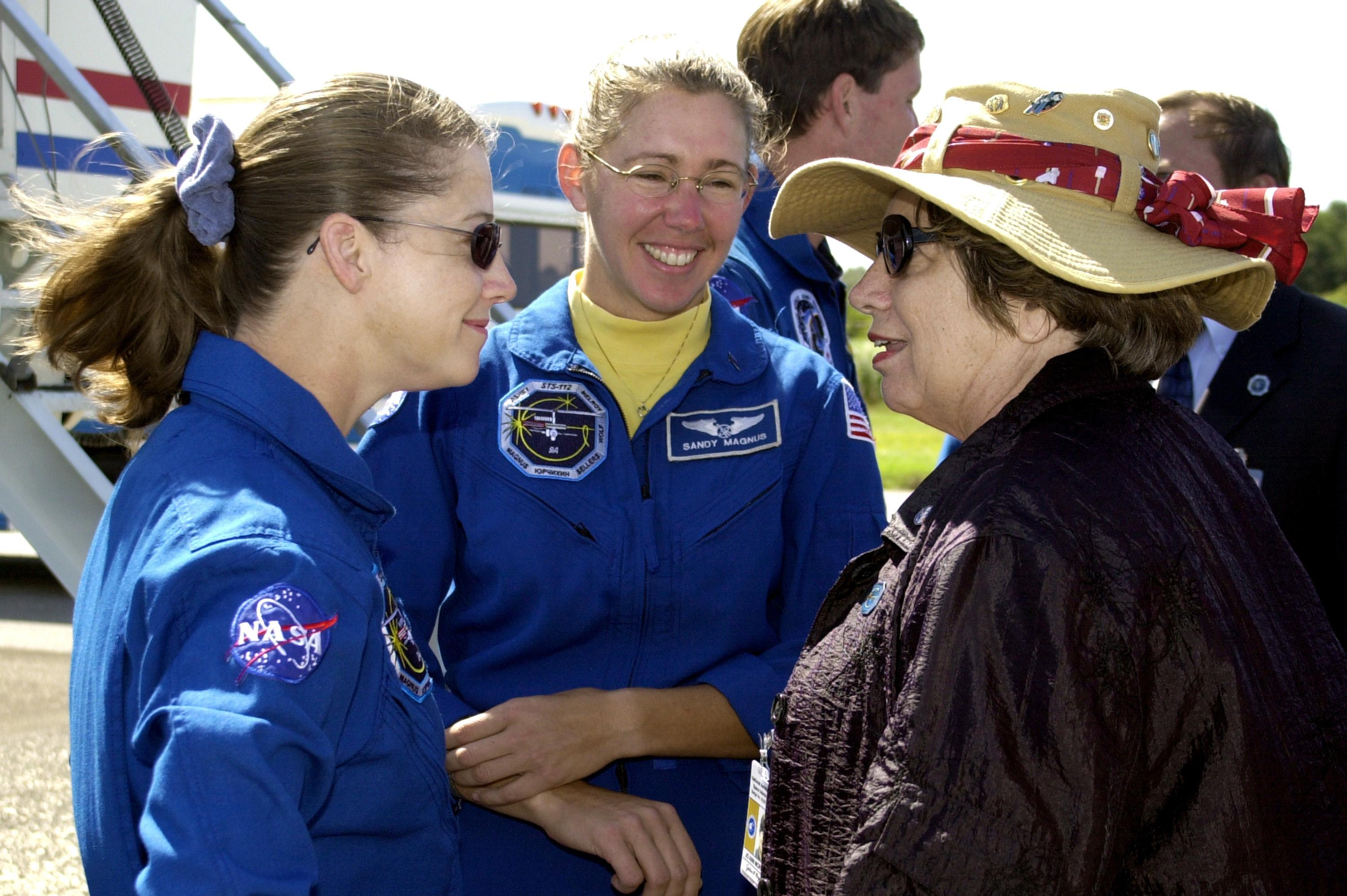
JoAnn Hardin Morgan (à droite) avec les membres d'équipages de la mission STS-112 Pamela Melroy (au centre) et Sandra Magnus (au centre) le 18 octobre 2002.

Morgan est sélectionnée pour la bourse Sloan afin de la préparer à un poste de direction au centre spatial. Elle s'inscrit à l'Université Stanford et obtient une maîtrise en sciences en 1977. Deux ans plus tard, elle est promue chef de la Division des services informatiques. Morgan est alors directrice des relations extérieures et du développement des entreprises durant ses dernières années au centre spatial, à l'exception d'un bref moment en 2002, lorsqu'elle est nommée directrice adjointe par intérim du Centre spatial Kennedy pendant plusieurs mois. Morgan prend sa retraite en août 2003 après quarante-cinq ans au service de la NASA.

## Honneurs
Morgan est honorée par le président américain Bill Clinton en tant qu'Exécutif Méritoire en 1995 et en 1998. En 1995, elle est intronisée au Temple de la renommée des femmes de la Floride. Selon le Orlando Business Journal, «au cours de sa carrière dans les programmes de vols spatiaux habités aux États-Unis, Morgan a reçu de nombreux honneurs et récompenses, dont un prix d'accomplissement pour son travail lors de l'activation d'Apollo Launch Complex 39, quatre médailles de service exceptionnelles et deux médailles de leadership.» Elle reçoit une médaille du leadership exceptionnel en 1991 et 2001, le prix «Upward Mobility Award» national de la Society of Women Engineer et le prix «J. Tal Webb» de la société américaine des ingénieurs en mécanique. En 1994, elle reçoit le «Distinguished Service Award» de la Côte de l’espace des femmes employées par le gouvernement fédéral en 1996, le «prix d'excellence pour le leadership en gestion» décerné par le 34e Congrès annuel de l'espace en 1998, le «prix Debus» du club spatial national en 1998 et le «prix présidentiel distingué de 1998». Morgan est membre de l'AIAA, le club spatial national et de Tau Beta Pi. Morgan est nommée administratrice des universités de l'État de Floride pour deux mandats [12], en 2001 et en 2003.